# Diskografie Fifth Harmony
Toto je seznam doposud vydané diskografie americké dívčí skupiny Fifth Harmony.

## Alba

### Studiová alba
| Reflection                                                                              | - Vydáno: 30. ledna 2015 - Vydavatelství: Epic, Syco  | 5 | 16 | 8 | —  | —  | 85 | 8 | 9 | 26 | 18 | - US: 155,000                 | - RIAA: Platinum - MC: Gold                   |
| 7/27                                                                                    | - Vydáno: 27. května 2016 - Vydavatelství: Epic, Syco | 4 | 8  | 3 | 41 | 20 | 20 | 8 | 1 | 6  | 6  | - US: 200,000 - WW: 1,600,000 | - RIAA: Platinum - BPI: Silver - MC: Platinum |
| Fifth Harmony                                                                           | - Vydáno: 25. srpna 2017 - Vydavatelství: Epic, Syco  | 4 | 9  | 7 | 56 | 16 | 19 | 7 | 1 | 21 | 10 |                               |                                               |
| "—" značí, že se nahrávka neumístila v hitparádách nebo v tomto území ani nebyla vydána |                                                       |   |    |   |    |    |    |   |   |    |    |                               |                                               |

## Extended play
| Název                                                                                   | Detaily o EP                                             | Umístění v hitparádách | Umístění v hitparádách | Umístění v hitparádách | Umístění v hitparádách |
| Název                                                                                   | Detaily o EP                                             | US                     | US Dance               | US Latin               | NZ                     |
| --------------------------------------------------------------------------------------- | -------------------------------------------------------- | ---------------------- | ---------------------- | ---------------------- | ---------------------- |
| Better Together                                                                         | - Vydáno: 18. října 2013 - Vydavatelství: Epic, Syco     | 6                      | —                      | —                      | 18                     |
| Juntos                                                                                  | - Vydáno: 8. listopadu 2013 - Vydavatelství: Epic, Syco  | —                      | —                      | 2                      | —                      |
| Juntos: Acoustic                                                                        | - Vydáno: 8. listopadu 2013 - Vydavatelství: Epic, Syco  | —                      | —                      | 12                     | —                      |
| Better Together: Acoustic                                                               | - Vydáno: 15. listopadu 2013 - Vydavatelství: Epic, Syco | 189                    | —                      | —                      | —                      |
| Better Together: The Remixes                                                            | - Vydáno: 25. listopadu 2013 - Vydavatelství: Epic, Syco | —                      | 20                     | —                      | —                      |
| Spotify Singles                                                                         | - Vydáno: 6. prosince 2017 - Vydavatelství: Epic, Syco   | —                      | —                      | —                      | —                      |
| "—" značí, že se nahrávka neumístila v hitparádách nebo v tomto území ani nebyla vydána |                                                          |                        |                        |                        |                        |

## Singly

### Jako hlavní umělec
| "Miss Movin' On"                                                                        | 2013 | 76 | —  | —  | —  | —  | —  | 27 | —   | —  | —   | - RIAA: Gold | Better Together |
| "Boss"                                                                                  | 2014 | 43 | —  | 75 | —  | —  | —  | —  | 37  | —  | 21  | - RIAA: Platinum - BPI: Silver | Reflection      |
| "Sledgehammer"                                                                          | 2014 | 40 | 88 | 63 | —  | —  | —  | 36 | —   | 75 | 112 | - RIAA: Platinum - GLF: Gold - MC: Gold | Reflection      |
| "Worth It" (feat. Kid Ink)                                                              | 2015 | 12 | 9  | 12 | 16 | 32 | 26 | 31 | 62  | 63 | 3   | - RIAA: 4× Platinum - ARIA: 2× Platinum - BPI: Platinum - BVMI: Gold - GLF: Platinum - FIMI: 2× Platinum - MC: 2× Platinum - RMNZ: Platinum              | Reflection      |
| "I'm in Love with a Monster"                                                            | 2015 | —  | —  | —  | —  | —  | —  | —  | —   | —  | —   | | Reflection      |
| "Work from Home" (feat. Ty Dolla $ign)                                                  | 2016 | 4  | 3  | 4  | 7  | 18 | 16 | 1  | 18  | 8  | 2   | - RIAA: 5× Platinum - ARIA: 6× Platinum - BPI: 3× Platinum - BVMI: Platinum - GLF: 4× Platinum - FIMI: 3× Platinum - MC: 5× Platinum - RMNZ: 2× Platinum | 7/27            |
| "All in My Head (Flex)" (feat. Fetty Wap)                                               | 2016 | 24 | 19 | 21 | —  | 66 | 98 | 8  | 90  | —  | 25  | - RIAA: Platinum - ARIA: Platinum - BPI: Gold - FIMI: Gold - MC: Platinum - RMNZ: Gold                                                                   | 7/27            |
| "That's My Girl"                                                                        | 2016 | 73 | 54 | 54 | —  | —  | 68 | —  | —   | —  | 26  | - RIAA: Gold - MC: Gold - BPI: Platinum | 7/27            |
| "Down" (feat. Gucci Mane)                                                               | 2017 | 42 | 66 | 46 | —  | —  | —  | —  | 100 | 85 | 47  | - RIAA: Gold - MC: Gold - BPI: Silver | Fifth Harmony   |
| "He Like That" (sólo nebo remix feat. French Montana)                                   | 2017 | —  | —  | 75 | —  | —  | —  | —  | —   | —  | —   | | Fifth Harmony   |
| "Por Favor" (s Pitbull)                                                                 | 2017 | —  | —  | —  | —  | —  | —  | —  | —   | —  | —   | | Fifth Harmony   |
| "—" značí, že se nahrávka neumístila v hitparádách nebo v tomto území ani nebyla vydána |      |    |    |    |    |    |    |    |     |    |     | |                 |

### Jako vedlejší umělec
| Název                                       | Rok  | Umístění v hitparádách | Umístění v hitparádách | Umístění v hitparádách | Umístění v hitparádách | Umístění v hitparádách | Umístění v hitparádách | Umístění v hitparádách | Umístění v hitparádách | Certifikace                         | Album         |
| Název                                       | Rok  | US Latin               | US Latin Airplay       | US Latin Pop           | US Trop                | ARG                    | COL                    | MEX                    | SPA                    | Certifikace                         | Album         |
| ------------------------------------------- | ---- | ---------------------- | ---------------------- | ---------------------- | ---------------------- | ---------------------- | ---------------------- | ---------------------- | ---------------------- | ----------------------------------- | ------------- |
| "Sin Contrato" (Maluma feat. Fifth Harmony) | 2016 | 7                      | 1                      | 2                      | 8                      | 17                     | 3                      | 6                      | 52                     | - FIMI: Gold - PROMUSICAE: Platinum | Singl bez alb |

### Promo singly
| Název | Rok  | Umístění v hitparádách | Umístění v hitparádách | Umístění v hitparádách | Album                      |
| Název | Rok  | US Bub.                | NZ Heat.               | UK                     | Album                      |
| --- | ---- | ---------------------- | ---------------------- | ---------------------- | -------------------------- |
| "Me & My Girls" | 2013 | 4                      | —                      | —                      | Better Together            |
| "Better Together" | 2013 | —                      | —                      | —                      | Better Together            |
| "Them Girls Be Like" | 2014 | —                      | —                      | —                      | Reflection                 |
| "All I Want for Christmas Is You" | 2014 | 71                     | —                      | —                      | I'll Be Home for Christmas |
| "The Life" | 2016 | 1                      | —                      | 97                     | 7/27                       |
| "Write on Me" | 2016 | —                      | —                      | 173                    | 7/27                       |
| "Santa Claus Is Coming to Town" (DNCE feat. Charlie Puth, Hailee Steinfeld, Daya, Fifth Harmony, Rita Ora, Tinashe, Sabrina Carpenter a Jake Miller) | 2016 | —                      | —                      | —                      | Promo singl bez alb        |
| "Angel" | 2017 | 12                     | 4                      | —                      | Fifth Harmony              |
| "Deliver" | 2017 | —                      | —                      | —                      | Fifth Harmony              |
| "Can You See" | 2017 | —                      | —                      | —                      | Šťastná hvězda             |
| "Don't Say You Love Me" | 2018 | —                      | —                      | —                      | Fifth Harmony              |
| "—" značí, že se nahrávka neumístila v hitparádách nebo v tomto území ani nebyla vydána                                                              |      |                        |                        |                        |                            |

## Další umístěné písně
| Název          | Rok  | Umístění v hitparádách | Album                      |
| Název          | Rok  | US Latin Digital       | Album                      |
| -------------- | ---- | ---------------------- | -------------------------- |
| "Noche de Paz" | 2014 | 23                     | I'll Be Home for Christmas |

## Spolu umělec
| Název                 | Rok  | Další umělec | Album                          |
| --------------------- | ---- | ------------ | ------------------------------ |
| "Mirrors"             | 2013 | Boyce Avenue | Cover Collaborations, Vol. 2   |
| "When I Was Your Man" | 2013 | Boyce Avenue | Cover Collaborations, Vol. 2   |
| "Tippy Toes"          | 2014 | Robin Thicke | Paula                          |
| "Something Bad"       | 2014 | Robin Thicke | Paula                          |
| "The Opposite of Me"  | 2014 | Robin Thicke | Paula                          |
| "Vienes o Voy"        | 2015 | Juan Gabriel | Los Dúo                        |
| "Ex's & Oh's"         | 2016 | —            | BBC Radio 1's Live Lounge 2016 |

## Videoklipy
| Název                             | Rok  | Režisér          |
| --------------------------------- | ---- | ---------------- |
| "Miss Movin' On"                  | 2013 | Hannah Lux Davis |
| "Me & My Girls"                   | 2013 | Hannah Lux Davis |
| "Boss"                            | 2014 | Fatima Robinson  |
| "Sledgehammer"                    | 2014 | Fatima Robinson  |
| "All I Want for Christmas Is You" | 2014 | Nigel Dick       |
| "Worth It"                        | 2015 | Cameron Duddy    |
| "I'm in Love with a Monster"      | 2015 | Matt Stawski     |
| "Work from Home"                  | 2016 | Director X       |
| "Write on Me"                     | 2016 | Sam Lecca        |
| "All in My Head (Flex)"           | 2016 | Director X       |
| "That's My Girl"                  | 2016 | Hannah Lux Davis |
| "Down"                            | 2017 | James Larese     |
| "Angel"                           | 2017 | David Camarena   |
| "He Like That"                    | 2017 | James Larese     |
| "Deliver"                         | 2017 | David Camarena   |
| "Por Favor"                       | 2017 | —                |
| "Don't Say You Love Me"           | 2018 | P. R. Brown      |